# N-(n-butil)tiofosforotriamida
La N-(n-butil)tiofosforotriamida (NBPT, de sus siglas en inglés) es un compuesto organofosforado de fórmula SP(NH2)2(NHC4H9). Es una amida del ácido tiofosfórico. La NBPT es un sólido blanco y es un "fertilizante de eficiencia mejorada", destinado a limitar la liberación de gases que contienen nitrógeno después de la fertilización nitrogeanda. En cuanto a su estructura química, la molécula presenta fósforo tetraédrico unido a azufre y tres grupos amido.
Su principal función es reducir la velocidad a la que la urea se descompone en amoníaco y dióxido de carbono en el suelo, lo que ayuda a disminuir la pérdida de nitrógeno por volatilización. Esto hace que la urea, una de las fuentes de nitrógeno más utilizadas en fertilizantes, se libere de manera más controlada y prolongada, mejorando la eficiencia del mismo.

## Características y funcionamiento
- Mecanismo de acción: La NBPT bloquea la enzima ureasa presente en el suelo. Esto impide que la ureasa convierta rápidamente la urea en amoníaco (NH3), un gas que se pierde fácilmente en la atmósfera.
- Beneficios en agricultura: Gracias a la NBPT, el nitrógeno permanece en el suelo durante más tiempo en forma de urea, de modo que las plantas pueden absorberlo de manera más eficiente y con menos pérdidas. Esto reduce la necesidad de aplicaciones frecuentes de fertilizantes y minimiza el impacto ambiental.
- Aplicación: Se usa comúnmente en combinación con fertilizantes de urea, ya que al integrarse con estos prolonga la disponibilidad de nitrógeno, permitiendo un suministro más estable y sostenido para los cultivos.

## Usos
La NBPT funciona como un inhibidor de la enzima ureasa. La ureasa, presente en los microorganismos del suelo, convierte la urea en amoníaco, que es susceptible de volatilización si se produce más rápido de lo que pueden utilizar las plantas. Aproximadamente el 0,5% en peso de NBPT se mezcla con la urea.